# نهر غرليان
غرليان أو غاريليانو (Garigliano) نهر إيطالي مهم ولد من التقاء نهري غاري أو رابيدو و نه ليري يولد في سانتابوليناري ببلدة جونتوري . يرسم على طوله الحدود بين إقليمي لاتسيو وكَمْبَنية . انتمى كله إلى أرض العمل حين عدلت الحدود الإدارية عام 1927.